# Ockupationen av Tyskland efter andra världskriget
Efter Nazitysklands nederlag i andra världskriget, och dess upplösning efteråt, ockuperades landet av de fyra segrarmakterna, Storbritannien, USA, Frankrike och Sovjetunionen. De fyra makterna upprättade det Allierade kontrollrådet som högsta offentliga organ i det ockuperade Tyskland under vilket den Allierade kommendanturen för Berlin lydde.
Upprättandet av de två tyska staterna Västtyskland och Östtyskland, i de västallierades respektive den sovjetiska ockupationszonen, år 1949, markerade början på en ny period, men trots den ökade graden av självständighet kvarstod ockupationsmakternas överhöghet en tid.
Två plus fyra-fördraget reglerade slutligt relationen mellan länderna, och vid fördragets ikraftträdande den 15 mars 1991 blev Tyskland slutligen en stat med full suveränitet.

## Territoriella indelningar och förluster
Med den tyska kapitulationen den 7/8 maj 1945 trädde Londonprotokollet i kraft. Det reglerade Storbritanniens, USA:s och Sovjetunionens inbördes uppdelning av efterkrigs-Tyskland i ockupationszoner (tyska: Besatzungszonen) och Berlin (Stor-Berlin) i en särskild, gemensamt ockuperad del. Även Frankrike deltog som ockupationsmakt, men då det inte beslutats förrän på Jaltakonferensen i februari, togs det med först i ett senare protokolltillägg.

### Ockupationszoner
Tyskland, såsom dess utbredning var den 31 december 1937, delades in i fyra ockupationszoner, en brittisk i nordväst, en fransk i väst, en amerikansk i söder samt en sovjetisk i öster:
- Amerikanska ockupationszonen;
- Brittiska ockupationszonen;
- Franska ockupationszonen;
- Sovjetiska ockupationszonen.

Vid Potsdamkonferensen i augusti antogs Oder–Neisse-linjen som preliminär östgräns för Tyskland, som därmed förlorade östra Brandenburg, Schlesien, Hinterpommern och en liten del av östligaste Vorpommern samt södra delen av Ostpreußen till Folkrepubliken Polen som fick sina gränser förskjutna västerut då Sovjetunionen behöll en stor del av territorierna de hade ockuperat enligt Molotov–Ribbentrop-pakten 1939; dessa införlivades senare i de sovjetiska delrepublikerna Ukraina, Vitryssland och Litauen mot att Polen kompenserades med de f.d. tyska områdena i väster. Norra delen av Ostpreußen kom under rysk/sovjetisk förvaltning då de ville ha en isfri hamn vid södra Östersjön.

### Berlin
Berlin ställdes under gemensamt styre via Allierade kommendanturen, men delades in i sektorer för respektive ockupationsmakts förvaltning. Den slutliga fördelningen, där även Frankrikes sektor definierades, beslutades på Potsdamkonferensen, den 30 juli 1945, på det allierade kontrollrådets första möte, och trädde i kraft med den sista versionen av Londonprotokollet den 13 augusti.
| Ockupationsmakternas sektorer i Berlin, 13 augusti 1945. |  | Ockupationsmakternas sektorer i Berlin, 13 augusti 1945. |
| Ockupationsmakternas sektorer i Berlin, 13 augusti 1945. |  |                                                          |

Sektorsindelning utifrån Bezirke (stadsdelsområden), 13 augusti 1945:
- Amerikanska sektorn: Neukölln, Kreuzberg, Tempelhof, Schöneberg, Steglitz och Zehlendorf.
- Brittiska sektorn: Charlottenburg, Spandau, Tiergarten och Wilmersdorf.
- Franska sektorn: Wedding och Reinickendorf.
- Sovjetiska sektorn: Pankow, Weißensee, Prenzlauer Berg, Mitte, Friedrichshain, Lichtenberg, Köpenick och Treptow.

De tre västliga sektorerna blev så småningom Västberlin och den sovjetiska sektorn blev Östberlin.

## Tysklands delning och återförening
I de tre västliga zonerna bildades 1949 Förbundsrepubliken Tyskland, BRD (Bundesrepublik Deutschland), i dagligt tal kallat Västtyskland. Relationen mellan den nya staten och de västliga ockupationsmakterna fram till 1955 definierades i Ockupationsstatuten. Ockupationsmakterna högsta myndighet i landet var Allierade höga kommissionen, även kallad Kontrollkommissionen. Storbritanniens, USA:s och Frankrikes ockupationszoner upphörde i och med Parisfördragens ikraftträdande den 5 maj 1955.
Västmakternas tre sektorer i Berlin utgjorde Västberlin och fortsatte stå under de västallierades ockupation även efter 1955, men fungerade de facto som en del av Västtyskland, om än inte helt integrerad. 
I den östliga, sovjetiska zonen bildades 1949 Tyska demokratiska republiken, DDR (Deutsche Demokratische Republik), i dagligt tal kallat Östtyskland. Motsvarande östra sektor i Berlin, Östberlin, förklarades samtidigt vara Östtysklands huvudstad och blev, de facto, en gradvis mer integrerad del av landet.
År 1990 gav Förbundsrepubliken Tyskland för alltid upp alla anspråk på allt land som tidigare varit tyskt öster om floderna som bildar Oder–Neisse-linjen. Detta som ett led i Tysklands återförening då förbundsrepubliken inkorporerade den upplösta Tyska demokratiska republiken via Einigungsvertrag och Två plus fyra-fördraget.
Två plus fyra-fördraget undertecknades den 12 september 1990 i Moskva. Efter nödvändiga åtaganden och ratificeringar, trädde avtalet i kraft den 15 mars 1991, och därmed hade de fyra segrarmakterna efter andra världskriget, Sovjetunionen, Storbritannien, USA och Frankrike, sagt upp sina kvarstående rättigheter i Tyskland, som slutligen fick full suveränitet.